# Rec TV
Rec TV est une chaîne de télévision par câble chilienne appartenant à Canal 13 S.A..

## Émissions

### Telenovelas
- Machos
- Papi Ricky
- Primera dama
- Don Amor
- Las Vega's

### Étoiles
- Viva el lunes
- Martes 13
- Vértigo

### Autres
- Mediomundo
- Venga conmigo
- En su propia trampa